# Kids vs. Aliens
Pour les articles homonymes, voir Siren.
Pour plus de détails, voir Fiche technique et Distribution.
Kids vs. Aliens est un film d'horreur américain  réalisé par Jason Eisener (en) sorti en 2022. Il s'agit du 2e spin-off de la franchise V/H/S (en).

## Fiche technique
Sauf indication contraire, les informations mentionnées dans cette section peuvent être confirmées par la base de données cinématographiques IMDb,  présente dans la section « Liens externes ».
- Titre original : Kids vs. Aliens
- Réalisation : Jason Eisener (en)
- Pays d'origine :  États-Unis
- Langues originales : anglais
- Genres : horreur, found footage
- Dates de sortie : 
  - États-Unis : 2022